# Велике Колодно
Вели́ке Колодно (до 1946 року - Колодно Велике) — село Львівського району Львівської області. Населення за переписом 2001 року становило 1221 особи. Орган місцевого самоврядування - Жовтанецька сільська рада.
В селі діє Народний дім, фельдшерсько-акушерський пункт.

## Назва
Свою назву Велике Колодно, ймовірно, має з часів осідництва після нападів татар, і пов'язують її з типом тогочасного житла, основою якого були великі колоди.

## Історія
Вперше назва села з'явилася в 1389 р. У XV столітті село належало пану Петрові Вовчку Рокутовичу (Рокуту) — боярина з найближчого оточення короля Владислава ІІ Ягайла (в тому числі він підтвердив мир в Серадзе з Тевтонським орденом) і учасника військових кампаній Владислава ІІІ Варненчика.
Близько 1470 року село перейшло в руку Єжи Струміла.
У 1515 році було зруйновано татарською навалою.
У XVIII столітті належало — галицькому хорунжому, старості бервальдзькому, брацлавському каштелянину Петрові Франциску Браницькому, гербу Корчак.
У XIX столітті село перейшло в руку сім'ї Урусців, а потім Сапіхову з Верхньої Білки.
В 1860 р. в селі було споруджено муровану каплицю (за сприянням о.Яна Ковальського, і фундації Юліанни Ванди з Білки Шляхетської (сьогодні село Верхня Білка), і не дивно: в результаті полонізації та покатоличення на поч. ХХст. село становило найбільшу громаду латинників в околицях, мешканці були католицького віросповідання та належали жовтанецькій парафії. В 1906 р. навіть була утворена власна парафіяльна експозитура, а в 1920-х роках - самостійна парафія, чи не єдина сільська парафія, яка складалася всього з одного села. Та вже в 1932р., для потреб парафії, у селі постає мурований костел Воздвиження Чесного Хреста.

### Друга світова війна
Велике Колодно наприкінці Другої світової війни було населене в основному поляками. За даними перепису 1931 року у селі проживали 1995 чоловік, більшість з яких були польської національності, українці становили 30 % населення, 50 осіб були єврейського походження.

## Населення

### Мова
Розподіл населення за рідною мовою за даними перепису 2001 року:
| Мова       | Кількість | Відсоток |
| ---------- | --------- | -------- |
| українська | 1218      | 99.75%   |
| російська  | 3         | 0.25%    |
| Усього     | 1221      | 100%     |

## Згадки в літературі
В історію літератури, Велике Колодно, увійшло під псевдонімом. Чеський письменник-сатирик Ярослав Гашек в своєму сатиричному романі "Пригоди бравого вояка Швейка", назвав село Климонтів (події в романі відбуваються під час Першої світової війни 1914-1918рр.). Чомусь. Хоча називалося воно в ті часи просто Клодно (Klodno). Туди Швейк (герой роману) направився в пошуках свого загубленого батальйону та покинутої роти - і направився саме з сусідніх Жовтанців, де його ледь не звинуватили у дезертирстві. А далі йде опис села:
"Хоч село було велике, там виявився лише один пристойний будинок – велика сільська школа, яку в цьому суто українському краю вибудувало галицьке крайове управління з метою посилення полонізації села.
Під час війни ця школа пройшла кілька етапів. Тут розміщувалися російські і австрійські штаби, а під час великих боїв, які вирішували долю Львова, гімнастичний зал було перетворено на операційну. Тут відрізали руки і ноги, здійснювали трепанацію черепів. Позаду школи, у шкільному саду, від вибуху крупнокаліберного снаряда залишилася велика вирва. В кутку саду стояла міцна груша, на одній з її гілок теліпався шматок перерізаної вірьовки, на якій ще недавно гойдався місцевий греко-католицький священник.
Його було повішено за доносом директора місцевої школи – поляка і звинувачено в тому, що був членом партії старорусів і під час російської окупації відправляв у церкві службу Божу за перемогу зброї російського православного царя. Це була неправда, бо у той час обвинуваченого тут не було взагалі. Він перебував тоді на невеликому курорті, якого взагалі не торкнулася війна, – у Бохні Замурованій, де лікувався від каменів у жовчному міхурі.
У повішенні греко-католицького священника відіграли роль декілька факторів: національність, релігійна ворожнеча і курка. Річ у тім, що нещасний священник перед самою війною вбив у своєму городі одну з директорових курок, які видзьобували посіяне ним насіння дині.
Дім покійного греко-католицького священника стояв пусткою, і , можна сказати, кожен взяв собі що-небудь на пам'ять про отця духовного. Один селянин-поляк забрав додому навіть старий рояль, кришку якого використав для ремонту дверцят свинячого хліва. Частину меблів, як водиться, солдати порубали на дрова, і тільки випадково в кухні залишилася цілою велика піч зі знаменитою плитою, бо греко-католицький священик нічим не відрізнявся від своїх римо-католицьких колег, любив попоїсти і любив, щоби на плиті і в духовці стояло багато горшків і пателень. Стало традицією готувати в цій кухні для офіцерів всіх частин, які приходили. Нагорі, у великій кімнаті, влаштовували щось на кшталт офіцерського зібрання, столи і стільці збирали по всьому селу."

## Пам'ятки архітектури
Дух старовини несуть у собі архітектурні пам'ятки села:

### КостелВоздвиження Чесного Хреста
Необароковий римо-католицький костел Воздвиження Чесного Хреста збудований в 1932 році за проєктом Альфреда Броневського (проєкт був створений в 1927р.) Кошти на будівництво та проєкт пожертвувала власниця села Велике Колодно, магнатка Северина Сапєжина, котра мешкала в Білці Шляхетській (зараз - Верхня Білка). Храм було освячено в 1934 р. під титулом Воздвиження Хреста. Правилося тут лиш 10 років: в кінці війни храм закрили. В кінці Другої світової війни (1939-1945) костел радянська влада закрила та перетворила в склад зерна та приміщення для сушіння сільгосппродукції. 

Костел розташований в західній частині села, при дорозі. Вівтарем орієнтований на південь, мурований з цегли, штукатурений. Стіни і склепіння храму майже усуціль покриті фігурально-орнаментальними розписами з часу спорудження костелу. Автором розписів є Ян Буковський (1873-1943 рр.). 

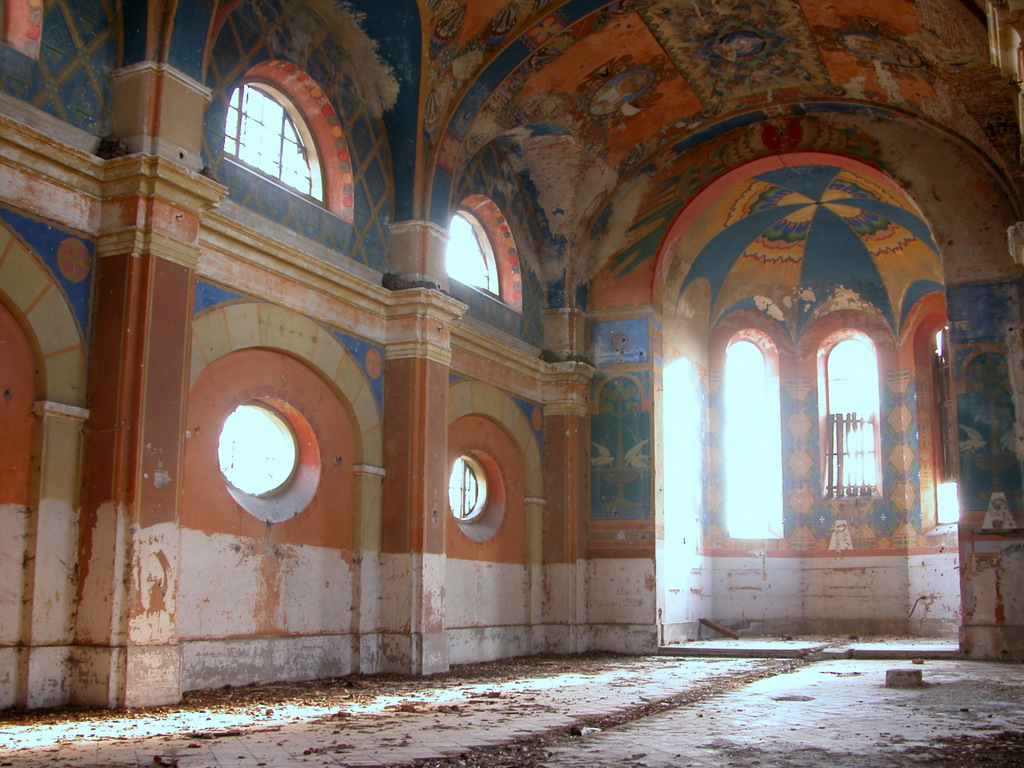
Розписи римо-католицького костелу Воздвиження Чесного Хреста (1932р.) Фото: 2007р.

В 1992 році костел зазнав невеликої реставрації католицькою громадою, проте, використовуватися за призначенням не почав.
Польське кладовище

## Костел Воздвиження ХрестаУГКЦ
Найзначнішою архітектурною пам'яткою села є Костел Воздвиження Хреста. Збудований він у 1932 році за проектом архітектора Альфреда Броневського. Кошти на будівництво та проект дали власники села, магнати Сапєги. Розписи храму виконані в стилі ар-нуво. Костел використовується громадою УГКЦ. Кожної неділі та у свята служиться Божественна Літургія.

## Старий польський цвинтар
1 травня 2014 р. на території цвинтару встановлена пам'ятна таблиця.
Цвинтар розташовується у кількох сотнях метрів від Костелу Воздвиження Хреста УГКЦ. На ньому, до 1945 р., поховані люди польської національності. Також на території є напівзруйнована каплиця.
У селі є ще один цвинтар, де якому спочивають жертви чуми, які поховані під час Першої світової війни.

## Відомі уродженці

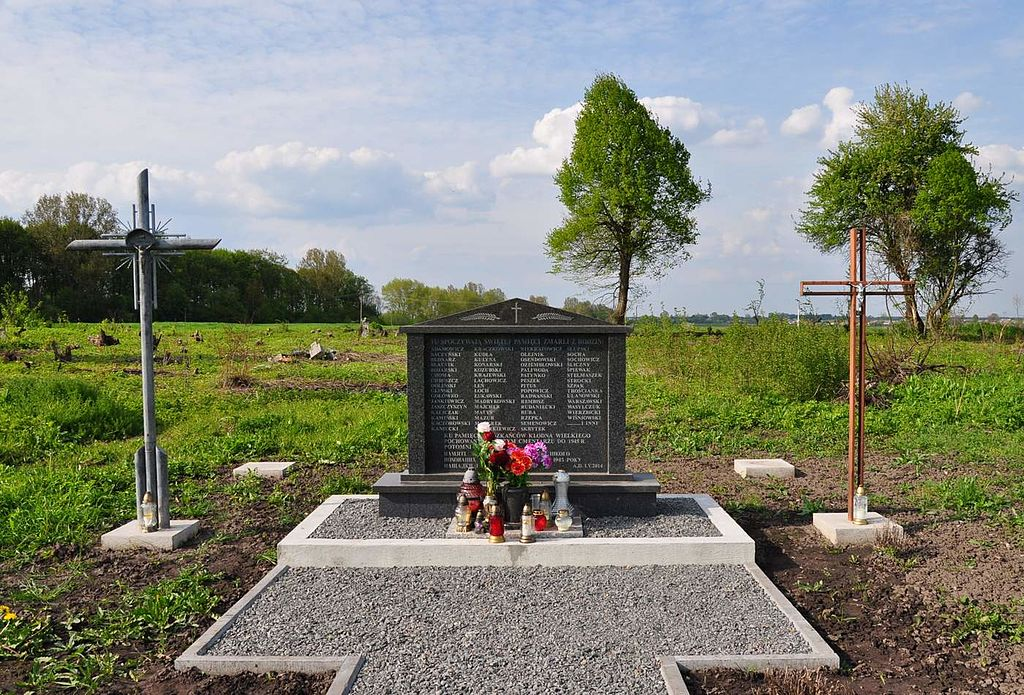
Встановлена 1 травня 2014 р.

Євген Козак (1907-1988)